# William Commanda
William Commanda OC (11 novembre 1913 - 3 août 2011) (nom algonquin : Ojshigkwanàng, normalement écrit Ojigkwanong, signifiant « Étoile du matin ») était un aîné algonquin, un chef spirituel et un promoteur de la gérance de l'environnement. 

## Biographie
Commanda a été chef de bande de la Première Nation Kitigàn-zìbì Anishinàbeg près de Maniwaki, au Québec, de 1951 à 1970. Au cours de sa vie, il a travaillé comme guide, trappeur et bûcheron, et était un artisan doué qui excellait dans la construction de canots d'écorce de bouleau,. Il était le gardien de plusieurs ceintures de coquillages wampum algonquines, qui contenaient des archives de prophéties, d'histoire, de traités et d'accords. En 2008, Commanda a été nommé officier de l'Ordre du Canada,.
William Commanda est le neveu de Gabriel Commanda. 

## Distinctions
- 2008 -  Officier de l'Ordre du Canada[5]